# کوناک
کوناک (به ترکی استانبولی: Konak) یک منطقهٔ مسکونی در ترکیه است که در استان ازمیر واقع شده‌است.

## خواهرخوانده
شهرهای بروکلین، پریزرن، Centar Municipality، هامبورگ-میته، ترنی، بن، ووکوار، Doboj South Municipality، بیتولا و مورفو خواهرخوانده‌های کوناک هستند.